# Selaginella bryopteris
Selaginella bryopteris är en mosslummerväxtart som först beskrevs av Carl von Linné, och fick sitt nu gällande namn av Bak.. Selaginella bryopteris ingår i släktet mosslumrar, och familjen mosslummerväxter. Inga underarter finns listade i Catalogue of Life.